# Armée de terre chilienne
L'Ejército de Chile est l'armée du Chili, la branche terrestre des Forces armées chiliennes.
Cet organisme est chargé de la défense militaire du Chili, dont la mission est de maintenir l'intégrité territoriale et la souveraineté nationale du pays. Sa devise institutionnelle est Siempre vencedor, Jamás vencido, soit en français : « Toujours vainqueur, jamais vaincu ».

## Histoire de l'Armée du Chili
De l'armée de 1891[Quoi ?], il n'y a pas eu des leaders ni des prétendants au commandement, car elle était composée de civils qui ont quitté les rangs pour revenir à leur métier habituel.
Le 4 septembre 1924, les officiers se sont constitués en comité militaire délibérant et le 5 septembre, ils ont envoyé une commission pour s'entretenir avec le président de la république sur des augmentations des salaires. Le même jour, le chef de cabinet présenta sa démission et est nommé à sa place le général Luis Alatamirano.
Sous la pression militaire, le 8 septembre 1924, le parlement approuve toutes les réformes sociales demandées :
1. Le Contrat de Travail. Il est né du projet du gouvernement et du sénateur Gonzales Cortes. Dans ce contrat, est établie la journée à 8 heures. Le travail des femmes et des enfants est encadrée et limitée; L'inspection du travail est créée, les contrats collectifs sont réglementés et des droits sur le salaire du mari alcoolique sont accordés à la femme (loi No 4.053).
2. Assurance sociale pour les ouvriers. On admet le principe le plus avancé de l'intervention de l’État : assurance obligatoire de tous les ouvriers pour les accidents du travail, maladies et dépendance. Les apports des salariés, du patronat et de l’État constituent les fonds nécessaires à cette assurance (loi No 4.054).
3. Accidents du travail. L'indemnisation pour accidents du travail établit la doctrine intégrale des risques professionnels. On supprime la notion de culpabilité aggravée comme causale d'exemption de la responsabilité de l'employeur, les maladies professionnelles sont déclarées accidents du travail, le nombre de catégories de bénéficiaires est augmenté et on donne plus d'ampleur à la catégorie de patron (loi No 4.054).
4. Des Tribunaux de Conciliation et d'Arbitrage. Des juntes permanentes de conciliation sont créées (loi No 4.058).
5. Organisations Syndicales. Les Syndicats des ouvriers industriels, commerciaux et des professions libérales sont établis. Les membres de ces syndicats ont une participation aux bénéfices de l'entreprise (loi No 4.057).
6. Sociétés Coopératives. Toutes les personnes majeures peuvent fonder, créer, appartenir et agir au nom d'une Société Coopérative (loi No 4.058).
7. La Caisse d'Assurance des Employés du Secteur Privé. Il est reconnu le droit de liberté d'association, le patron est obligé de constituer un fonds de prévoyance et d'épargne pour chaque employé. La bonification et le congé annuel deviennent obligatoires (loi No 4.058).
8. Fin de régime parlementaire : la première junte militaire. Le comité militaire exigea au président de la république la dissolution du parlement et l'épuration politique et administrative du pays.
9. Devant cette situation, le président Arturo Alessandri Palma, demanda l'asile politique à l'ambassade des États-Unis, d'où il envoya sa démission.
10. Après le départ d'Alessandri s'est formé une junte militaire de gouvernement constituée par le général Altamirano, le général Bennet et l'amiral Nef (11 septembre 1924).
11. Les forces armées ont assumé la totalité du pouvoir politique : le parlement a été dissous et la démission du président a été acceptée (12 septembre 1924).
12. Ainsi le système parlementaire est terminé.

### Arme blindée dans les années 2000

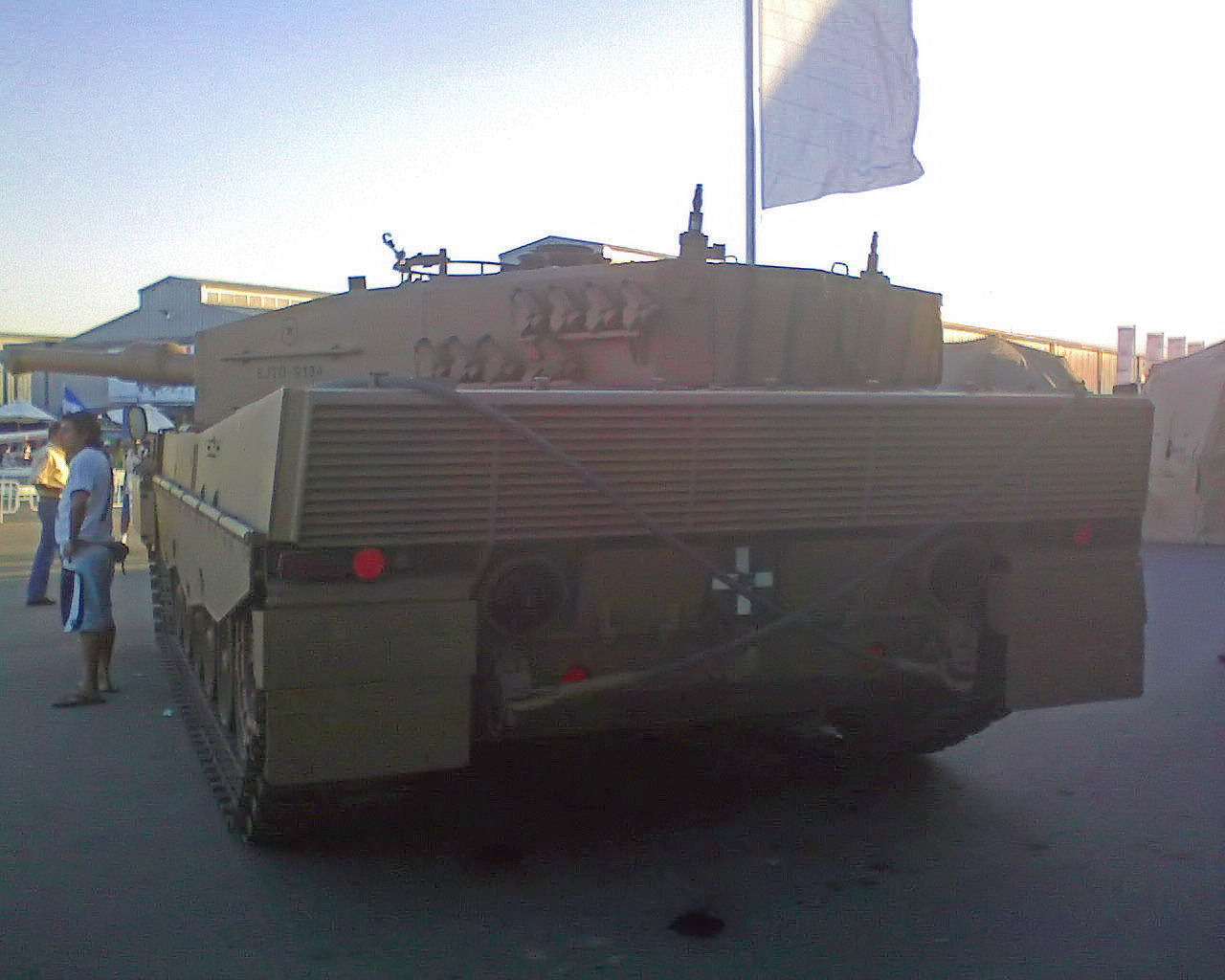
Un des chars Leopard 2 chiliens.

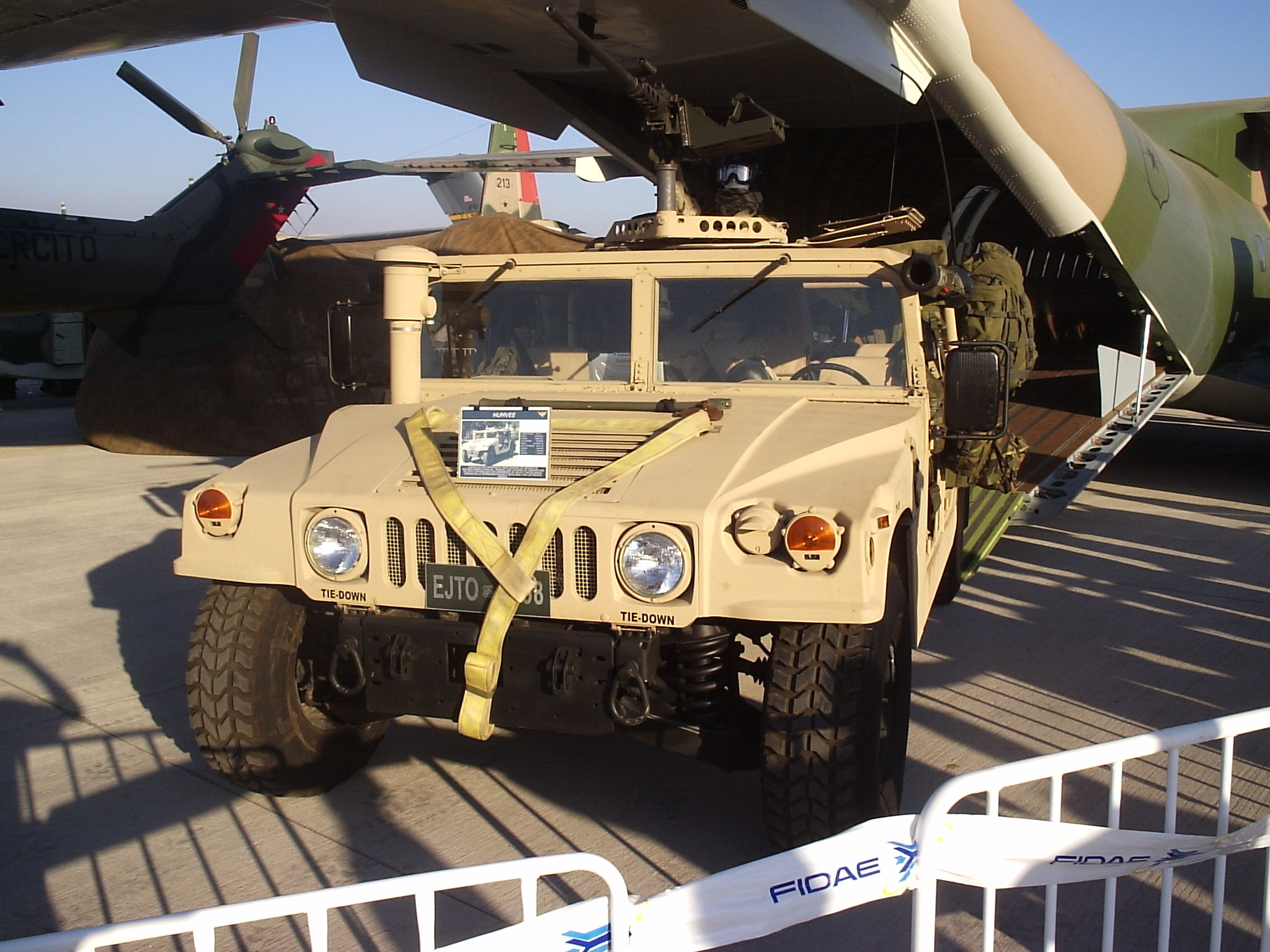
Un HUMVEE chilien.

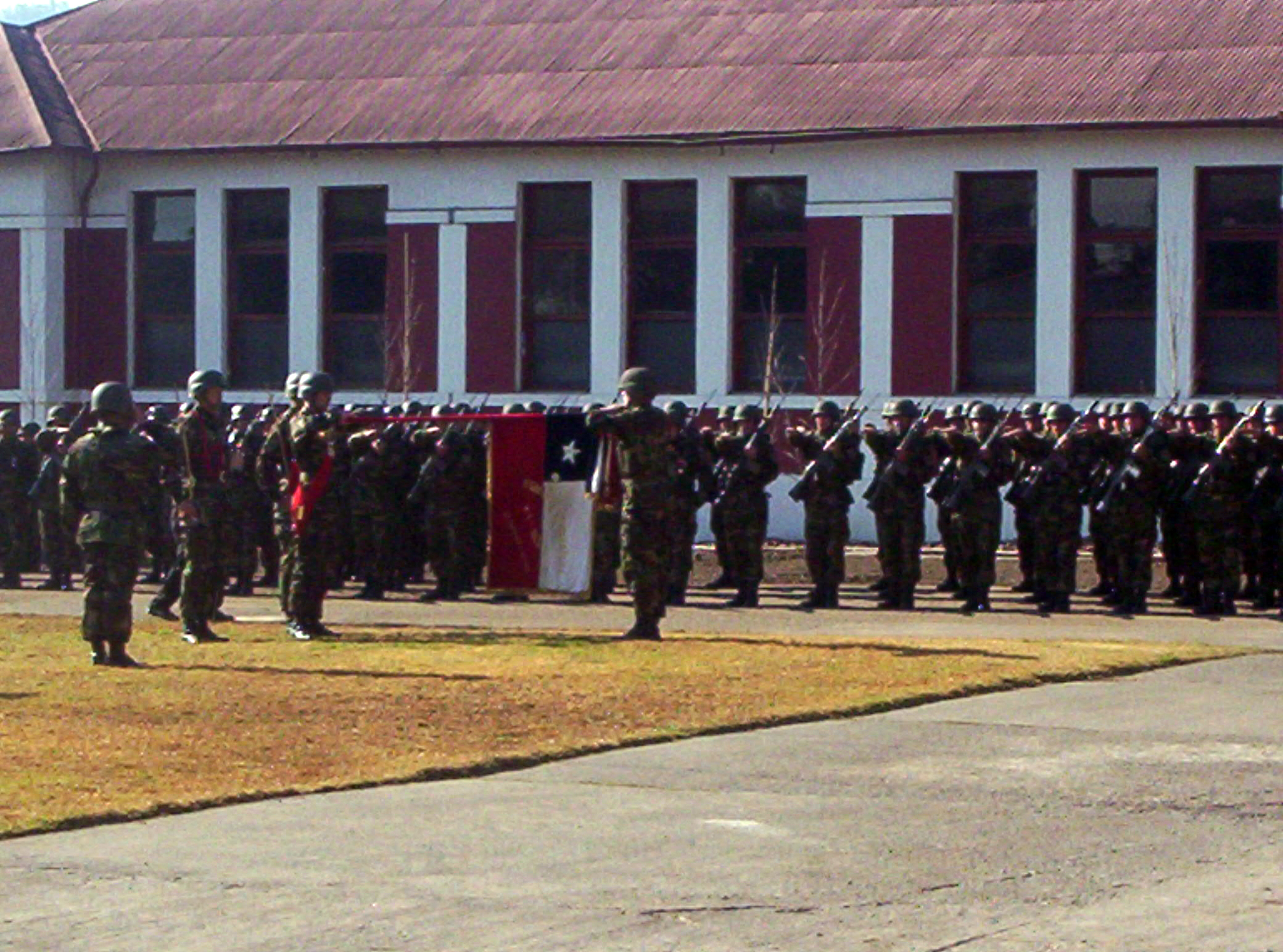
Cérémonie en 2006.

Quatre régiments renforcés (Regimientos Reforzados, ou R.R.) disposent d’un bataillon de 14 chars (Grupo de Caballería Blindada, Groupe de cavalerie blindée). Il s’agit des : R.R. no 2 “Cazadore”, basé à Iquique, R.R. no 5 “Lanceros” à Puerto Natales, R.R. no 6 “Matucana” à Arica et R.R. no 15 “Dragones” à Punta Arenas.
L'équipement principal est le Leopard 2 dont 118 exemplaires d'occasion ont été commandés en 2006 et dont la réception en unités a commencé en 2008.

### Génie
Les unités du génie militaire peuvent être de trois types : une compagnie, un bataillon (dans ces deux cas, attachés à un Regimiento Reforzado) ou un régiment.
L'Armée comprend deux Regimientos de Ingenieros, le no 5 “Punta Arenas”, à Punta Arenas et le no 8 “Chiloé” à Coyhaique, dans le sud du pays. 
Trois Regimientos Reforzados ont un bataillon du génie : 
- le R.R. no 1 “Topater” (Batallón de Ingenieros no 1 “Atacama” basé à Calama, à plus de 2 000 m d’altitude près d’Antofagasta) ;
- le R.R. no 6 “Matucana” (Batallón de Ingenieros no 6 “Azapa”) ;
- et le R.R. no 9 “Arauco” (Batallón de Ingenieros no 4 “Arauco” basé à Osorno près de Puerto Montt).

Trois autres disposent d’une compagnie du génie : 
- le R.R. no 2 “Cazadores” (Compañía de Ingenieros no 7 “Aconcagua”) ;
- le R.R. no 3 “Yungay” (Compañía de Ingenieros de Montaña no 2 “Puente Alto”, compagnie du Génie de montagne basée à Los Andes au nord de Santiago) ;
- et le R.R. no 17 “Los Ángeles” (Compañía de Ingenieros Reforzada, une compagnie renforcée basée à Los Ángeles dans le centre du pays) [2].

## Armement de l'Armée du Chili
| Nom                   | Origine                     | Type                             | En service en 2009 | En service en 2023 |
| --------------------- | --------------------------- | -------------------------------- | ------------------ | ------------------ |
| Véhicule blindé       |                             |                                  |                    |                    |
| Leopard 2 A4CHL       | Allemagne                   | Char de combat                   | 200                | 140                |
| Leopard 1V            | Allemagne                   | Char de combat                   | 140                | 30                 |
| Marder 1A3            | Allemagne                   | Véhicule de combat d'infanterie  | 280                | 173                |
| AIFV YPR-765          | Pays-Bas                    | Véhicule de combat d'infanterie  | 320                | 18                 |
| Mowag Piranha         | Suisse                      | Véhicule de transport de troupes | 340                | 139                |
| M113                  | États-Unis                  | Véhicule de transport de troupes | 427                | 306                |
| Humvee                | États-Unis                  | Véhicule militaire multi-rôles   | 200                | N/C                |
| Land Rover Defender   | Royaume-Uni                 | Véhicule militaire multi-rôles   | 180                | N/C                |
| AIL Storm             | Israël                      | Véhicule militaire multi-rôles   | 400                | N/C                |
| Artillerie            |                             |                                  |                    |                    |
| M-109                 | États-Unis                  | Canon automoteur                 | 48                 | 48                 |
| M-101                 | États-Unis                  | Obusier                          |                    | 87                 |
| Modèle 56             | Italie                      | Obusier                          |                    | 104                |
| M-68                  | Israël                      | Obusier                          |                    | 48                 |
| Mortier 81 mm         | Chili - Israël - États-Unis | Mortier                          |                    | 744                |
| Mortier 120 mm        | Chili - Israël - États-Unis | Mortier                          |                    | 284                |
| Mowag Piranha - 120mm | Suisse                      | Mortier automoteur               |                    | 35                 |
| M113 - Soltam K6      | Israël - États-Unis         | Mortier automoteur               |                    | 36                 |
| LAR-160 (en)          | Israël                      | Lance-roquettes multiple         |                    | 12                 |
| Défense aérienne      |                             |                                  |                    |                    |
| Gepard                | Allemagne                   | Canon antiaérien automoteur      | 48                 | 0                  |
| TCM-20                | Israël                      | Canon antiaérien                 |                    | 17                 |
| Mowag Piranha/TCM-20  | Suisse - Israël             | Canon antiaérien automoteur      |                    | 24                 |